# Steinfeldhof (Graz)
Der Steinfeldhof, auch Hof am Grazer Feld genannt, ist ein Edelhof, der komplett in den ehemaligen Reininghaus-Braukomplex in Graz verbaut ist. Seine Geschichte geht bis auf das 17. Jahrhundert zurück.

## Geschichte
Die erste Erwähnung des Hofes erfolgte im Jahre 1617, als Hans Verdting ihn an Bernhardt Freundt verkaufte. Anna Prunner brachte durch das adelige Einstandsrecht den Hof in ihren Besitz. 1632 wurde er von Georg Leopold Freiherrn von Stadl verkauft. Ihm folgte im Besitz Georg Schissek und später dessen Witwe im Besitz nach. Schisseks Witwe vererbte 1668 den Hof an ihre beiden Kinder, was jedoch zu Erbstreitigkeiten führte. Durch die Erbstreitigkeiten mussten die Kinder den Hof an Wilhelm Graf Schrottenbach verkaufen. 1750 war der Hof im Besitz von Franz Pinter und wurde als „Mauthaus am Steinfeld“ bezeichnet. Pinters Schwiegersohn Johann Paul Hemetter erbte den Hof. Hemetters Witwe Maria Anna brachte den Hof 1763 in ihre zweite Ehe mit Franz Schott mit. Franz Schott errichtete auf den Gründen des Hofes das „Schott’sche Brauhaus“. Ab 1825 war es im Besitz von Karl Königshofer. Am 10. August 1853 ging das Brauhaus in den Besitz von Johann Peter von Reininghaus über und wurde völlig umgebaut.